# Vistas
Vistas, Noord-Samisch: Visstas, is een berghut in het noorden van Zweden, in beheer van het Zweeds toeristenbureau. De hut ligt in de gemeente Kiruna aan de Kalixälven in het dal Vistasvagge en in de buurt van het meer Vistasjåkka. De hut ligt op een kruising van drie wandelpaden en is niet met de auto te bereiken. Het is vanaf de hut 18 kilometer tot de berghut Alesjaure naar het noorden, negen kilometer tot de berghut Nallo en 34 km naar het zuiden tot het dorpje Nikkaluokta, van waar er een busverbinding naar Kiruna is.
- Zweeds toeristenbureau. website van de Vistas.